# Nirat
Das Nirat ist eine in der thailändischen Literatur beliebte lyrische Gattung, die sich in etwa mit „Abschiedsdichtung“ übersetzen lässt.

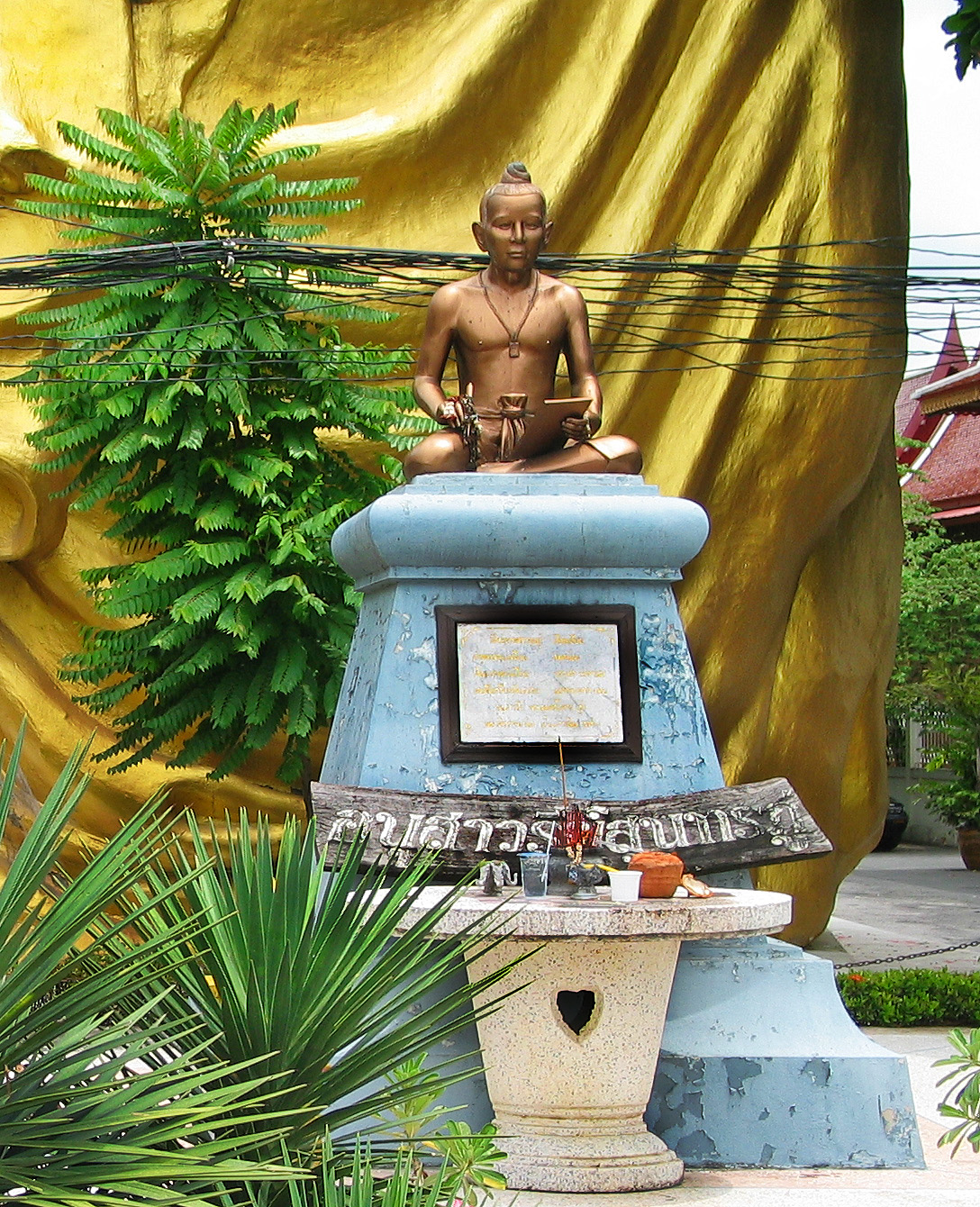
Statue von Sunthorn Phu

Der Kern der Dichtung ist eine Reisebeschreibung, wesentlich ist aber die Sehnsucht nach der abwesenden Geliebten. Der Dichter beschreibt seine Reise durch Landschaften, Städte und Dörfer, unterbricht doch aber regelmäßig seine Beschreibung, um seine Gefühle für und Gedanken an die zurückgelassene Geliebte auszudrücken.
Vertreter dieser Gattung sind Si Prat (17. Jahrhundert) und Sunthorn Phu (1786–1855). Phus erster Nirat stammt wohl aus dem Jahr 1807 und beschreibt eine Reise nach Mueang Klaeng, einer Stadt zwischen Rayong (seiner Heimatstadt) und Chanthaburi. Da die Nirats gewöhnlich in einen realen Kontext eingebettet sind, stellen sie eine Quelle für die Geschichte Siams im frühen 19. Jahrhundert dar.